# Cárcamo
Gonzalo Cárcamo (1954) é ilustrador, caricaturista e artista plástico com uma longa experiência na técnica da aquarela.
Realizou algumas exposições de pintura no Brasil, Espanha e na sua terra natal, Chile.
Durante muito tempo trabalhou como cenarista de desenhos animados, chegando a participar em pequenos curtas para os estúdios da Walt Disney, na produtora HGN.
Em 1986 publica suas primeiras caricaturas no semanário O Pasquim, dando início a uma longa jornada com publicações em jornais e revistas mais importantes do Brasil e do exterior conquistando notoriedade com suas aquarelas. Diário El Pais (Espanha), Apsi (Chile), Istoé, Veja, CartaCapital, Época, Cult, Educação (Brasil) entre outras.
Também atua como ilustrador de livros para várias editoras no Brasil. Escritores de literatura nacional e internacional, tais como Gabriel García Márquez, Machado de Assis e Eça de Queiroz, já tiveram publicações ilustradas por Cárcamo.
Cárcamo recebeu alguns prêmios, entre eles estão: O de melhor caricatura nos salões internacionais de humor do Piauí (1987) e de Piracicaba (1988) e também recebeu o prêmio de HQmix de melhor ilustração de livro infantil (2002, 2004 e 2005)
No ano 2000 lançou o seu primeiro livro como autor: “Modelo vivo, natureza morta”, pela editora Paulus. Uma história comovente, contada apenas com imagens.
Atualmente é colaborador da Folha de S.Paulo e da revista Época e trabalha em seu atelier, localizado na Vila Madalena em São Paulo.
Também atua no mundo da animação e estreou na edição 2007 do Anima Mundi Web o trabalho "O Cãoditado", produzida em parceria com Cláudio Rosso no software Adobe Flash e que transporta a ideia da aquarela para retratar um cachorrinho que entende muito de política.